# Габриэль (сеньор Монако)
Габриэль Гримальди (итал. Gabriele Grimaldi, фр. Gabriel Grimaldi) — соправитель-сеньор Монако в 1352—1357 годах. Сын Карла I и его жены Люччины Спинола.
В 1352 году стал соправителем своего отца Карла I вместе со своим братом Ренье и дядей отца Антонио, совместно с которыми правил до 1357 года, когда Монако было занято генуэзскими войсками. Карл I погиб при осаде.
Был женат на представительнице рода Орсини.